# Oscar Ferdinand Herrmann
Oscar Ferdinand Herrmann (Vackre Herrmann), född 19 oktober 1838, död 13 juni 1896, var en svensk flöjtist. Herrmann kom i Svea livgardes tjänst 1852, där han 1860 befordrades till hautboist samt utnämndes till regementstrumslagare 1862. 1868-1869 ingick han i Ludvig Josephsons orkester vid Mindre teatern. Från 1872 var Herrmann anställd vid Hovkapellet till 1878 då han avgick. Han ledde vaktparaden i 26 år samt var under flera år musikalisk ledare för musikkårens konserter på Blanchs café. Herrman komponerade främst marscher, bland andra Festmarsch och Friskt liv som framfördes vid en konsert hos Skarpskytteföreningen 1867.